# Hl. Großmärtyrer Prokopios (Srpska Crnja)
Koordinaten: 45° 43′ 24,3″ N, 20° 41′ 37,4″ O
Die Kirche Hl. Großmärtyrer Prokopios (serbisch: Црква Светог великомученика Прокопија, Crkva Svetog velikomučenika Prokopija) im zur Opština Nova Crnja gehörendem Ort, Srpska Crnja, ist eine serbisch-orthodoxe Kirche im nordöstlichsten Serbien.
Das Ende des 18. Jahrhunderts erbaute Gotteshaus ist zu Ehren des Hl. Großmärtyrers Prokopios geweiht und ist Pfarrkirche der Pfarreien Srpska Crnja I-II im Dekanat Žitište der Eparchie Banat der Serbisch-Orthodoxen Kirche.
Die Kirche Hl. Großmärtyrer Prokopios steht als Kulturdenkmal von großer Bedeutung unter staatlichem Schutz.

## Lage
Das Kirchengebäude steht im Ortszentrum von Srpska Crnja an der Hauptstraße, Ulica Kralja Aleksandra. Unweit steht auch das Pfarrhaus.
Umgeben wird die Kirche vom umzäunten Kirchhof und dem zentralen Park der Ortschaft. Im Kirchhof steht ein 1862 errichtetes Heiliges Kreuz aus Stein, während der Kirchhof 1855 mit einem Eisenzaun umgeben wurde.

## Geschichte
Vor der heutigen Kirche stand im Ort eine ältere Kirche. Über das Aussehen dieser Kirche ist nichts bekannt, da keine schriftlichen oder mündlichen Informationen, darüber vorhanden sind. 
Die jetzige Kirche wurde in der zweiten Hälfte des 18. Jahrhunderts erbaut. Laut S. Borovski wurde das Gotteshaus 1775 erbaut. Eine bei der Renovierung der Kirche im Jahr 1892 gefundene Notiz in einer Kartusche unter den carske dveri (Haupttür der Ikonostase) besagt jedoch, dass die Kirche im Jahr 1788 erbaut wurde. Dabei wurden die Fundamente der alten Kirche wiederentdeckt. 
Die Kirche gilt als eine der ältesten Kirchen und das wichtigste Heiligtum der serbisch-orthodoxen Kirche in diesem Teil des serbischen Banat. Sie ist von großem kulturellen und spirituellen Wert für die Region. 
Als der orthodoxe Klerus im Jahr 1797 registriert wurde, dienten im Ort drei Geistliche. Die Pfarrpriester, Priester Stefan Josifović, Priester Trifun Popović und der Diakon Ranko Gavrilović. Auch der Vater von Đura Jakšić, Dionisije Jakšić, diente in der Kirche als Priester. 
Das Institut zum Schutz von Kulturdenkmälern in Zrenjanin erstellte 2011 ein Konservierungs- und Restaurierungsprojekt zur Rekonstruktion der Kirchenfassade. Im selben Jahr wurden die Renovierungsarbeiten an der Westfassade und dem Kirchturm abgeschlossen. Interessant ist, dass die Form der Kirchturmkappe verändert und auf die Form zurückgeführt wurde, die sie im 19. Jahrhundert hatte. Im Jahr 2011 wurden auch Untersuchungsarbeiten an der Ikonostase der Kirche durchgeführt.
Seit der Ankunft des Erzpriesters Kostantin Komatović als Pfarrpriester der Kirche begann seit Oktober 2018 eine umfassende Renovierung der Kirche. Bisher wurde aus der Kirche die Feuchtigkeit entzogen, die Fundamente der Kirche ausgebessert, eine Fußbodenheizung installiert, die Tischlerinstallationen (neue Holztapeten (die identisch sind mit den alten) und neue Stühle) ausgetauscht, eine neue Treppe zum Chorbalkon verlegt, neue Fenster eingebaut, der Kronleuchter renoviert und die Außenfassaden erneuert. 
Der stellvertretende Präsident der Opština Nova Crnja, Dragan Daničić, erhielt anlässlich der Patronatsfeier am 21. Juli 2022, eine Anerkennungsurkunde der serbisch-orthodoxen Kirche für seinen enormen persönlichen Beitrag zur Renovierung der Kirche.

## Architektur

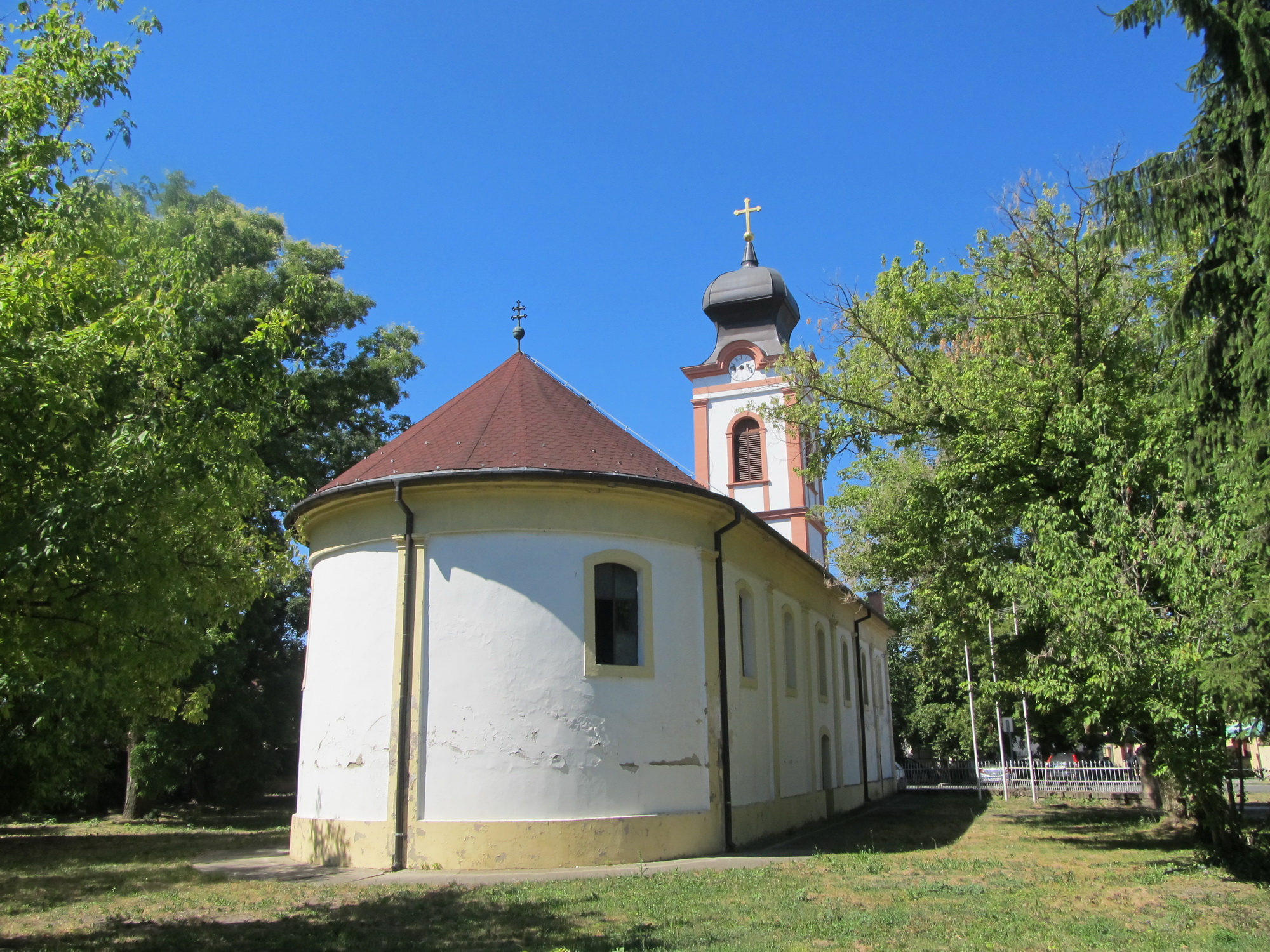
Blick auf die Ostseite der Kirche

Das einschiffige Kirchengebäude mit einem langgestreckten Grundriss ist im Stil des Klassizismus mit einer halbrunden Altar-Apsis im Osten und einem niedrigen Kirchturm mitsamt Zwiebelturmkappe erbaut worden. An der Westfassade befindet sich ein vorspringender Portalvorbau, der mit zwei Säulen verziert ist, die im Bereich des Dachgesimses ein dreieckiges Tympanon stützen. Die Außendekoration an den Kirchenwänden ist dezent mit flachen Pilastern zwischen den Fenstern gestaltet, das Dachgesims ist schlicht profiliert. Die Kirche wurde aus Ziegeln erbaut und ist mit Schindeln gedeckt, während der Turm mit Blech verkleidet ist.
Der Kircheninnenraum ist halbrund gewölbt. Der Chor wird von zwei Säulen getragen und das Geländer besteht aus einer Reihe von Holzbalustraden.
Der Haupteingang der Kirche befindet sich an der Westfassade; auch gibt es Nebeneingänge an der Nord- und Südseite der Kirche. Über dem Haupteingang an der Westseite befindet sich ein Buntglasfenster mit der Patronatsdarstellung des Hl. Prokopios. Die Kirche besitzt zwei Kirchenkreuze. Eines auf der Spitze des Kirchturmes und das andere am Ostende des Naos.
Die barocke Ikonostase wurde in verschiedenen Zeitabschnitten geschaffen. Der ältere Teil ist das Werk eines unbekannten Meisters aus dem Jahr 1787 bis 1788 und der jüngere Teil (der untere Teil der Ikonostase) ist das Werk von Đura Jakšić aus dem Jahr 1853 (nach anderen Angaben von 1852 bis 1854). 
Đura Jakšić malte insgesamt 18 Ikonen der Kirche: die vier Thronikonen der Ikonostase, drei Ikonen im Gottesmutterthron und dem Bischofsthron, sechs in den Chören, zwei an der carske dveri (Zarentür) und jeweils eine Ikone an der Nord- und Südtür der Ikonostase. Auch malte er die Fresken (Wandmalereien) im Kircheninnenraum. 
Đura Jakšić ist der bedeutendste Maler der serbischen Romantik, obwohl die Ikonen zu seinen frühen Werken gehören, in denen eine deutliche Tendenz zur Ähnlichkeit mit dem Ikonenmalstil des Konstantin Danil erkennbar ist, nehmen die Ikonen der Kirche, unter den wenigen Werken Jakšićs auf dem Gebiet der Kirchenmalerei, eine bedeutende Rolle ein.

## Galerie

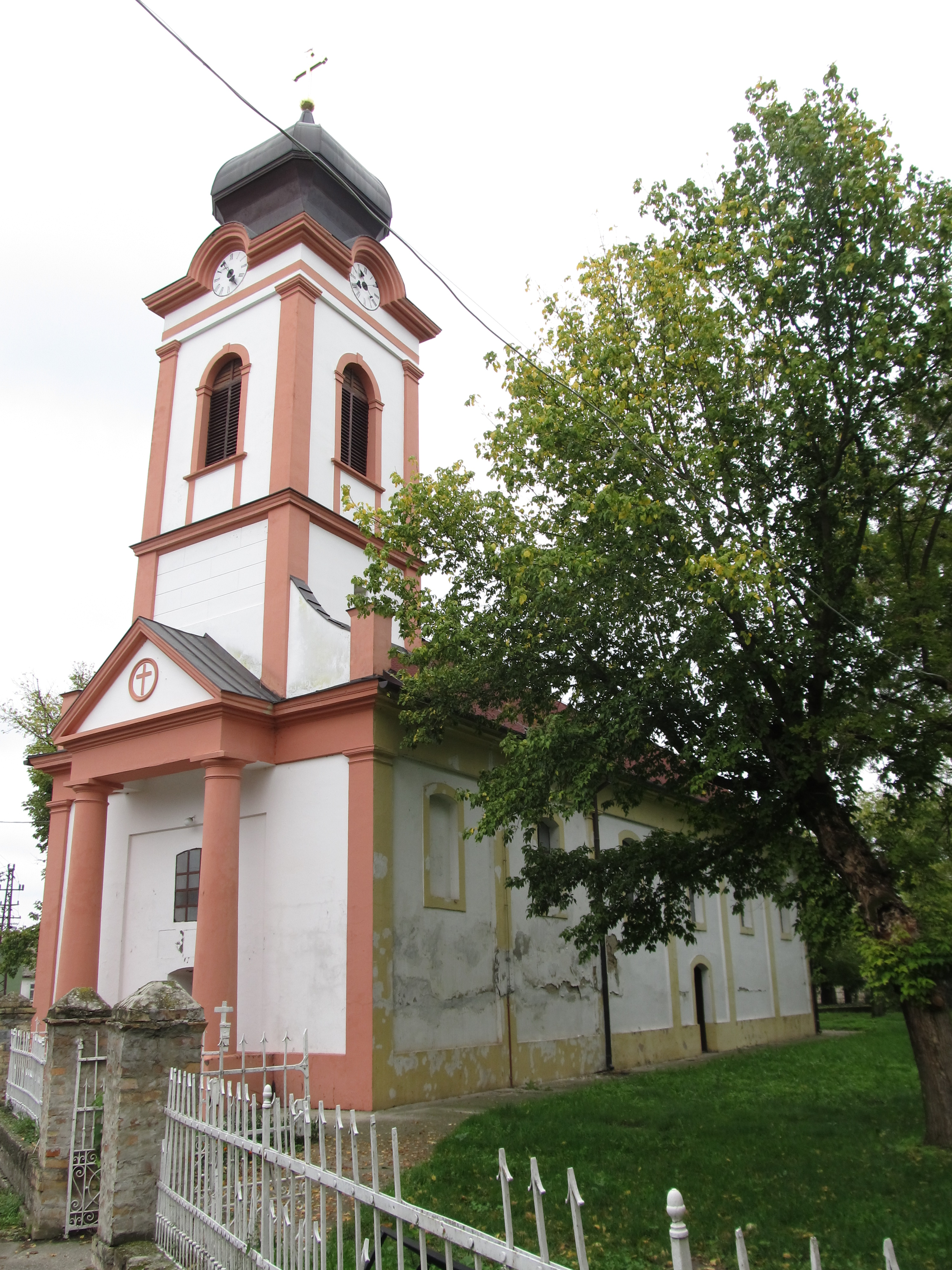
Blick auf die Kirche von Westen
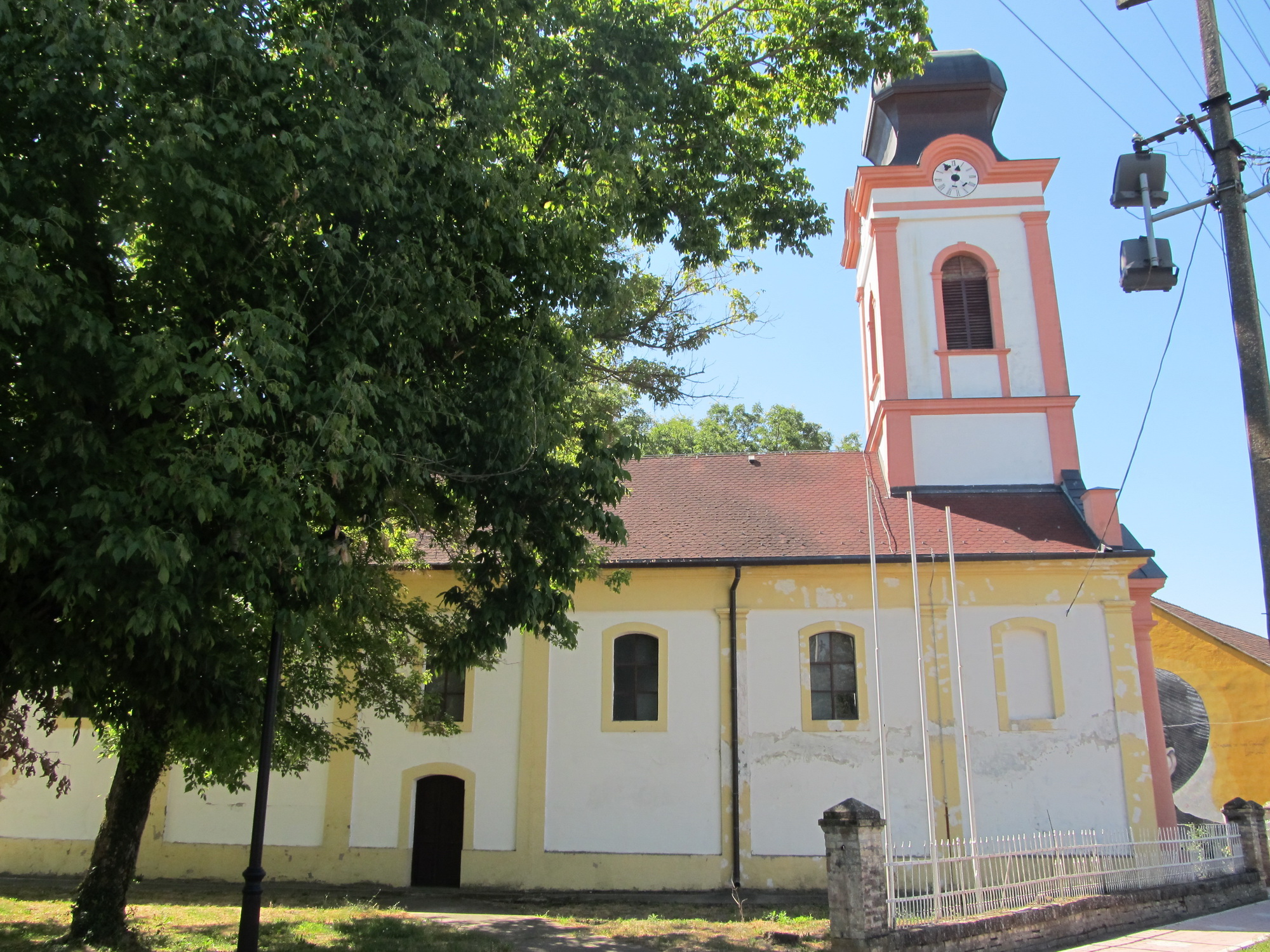
Die Nordfassade der Kirche
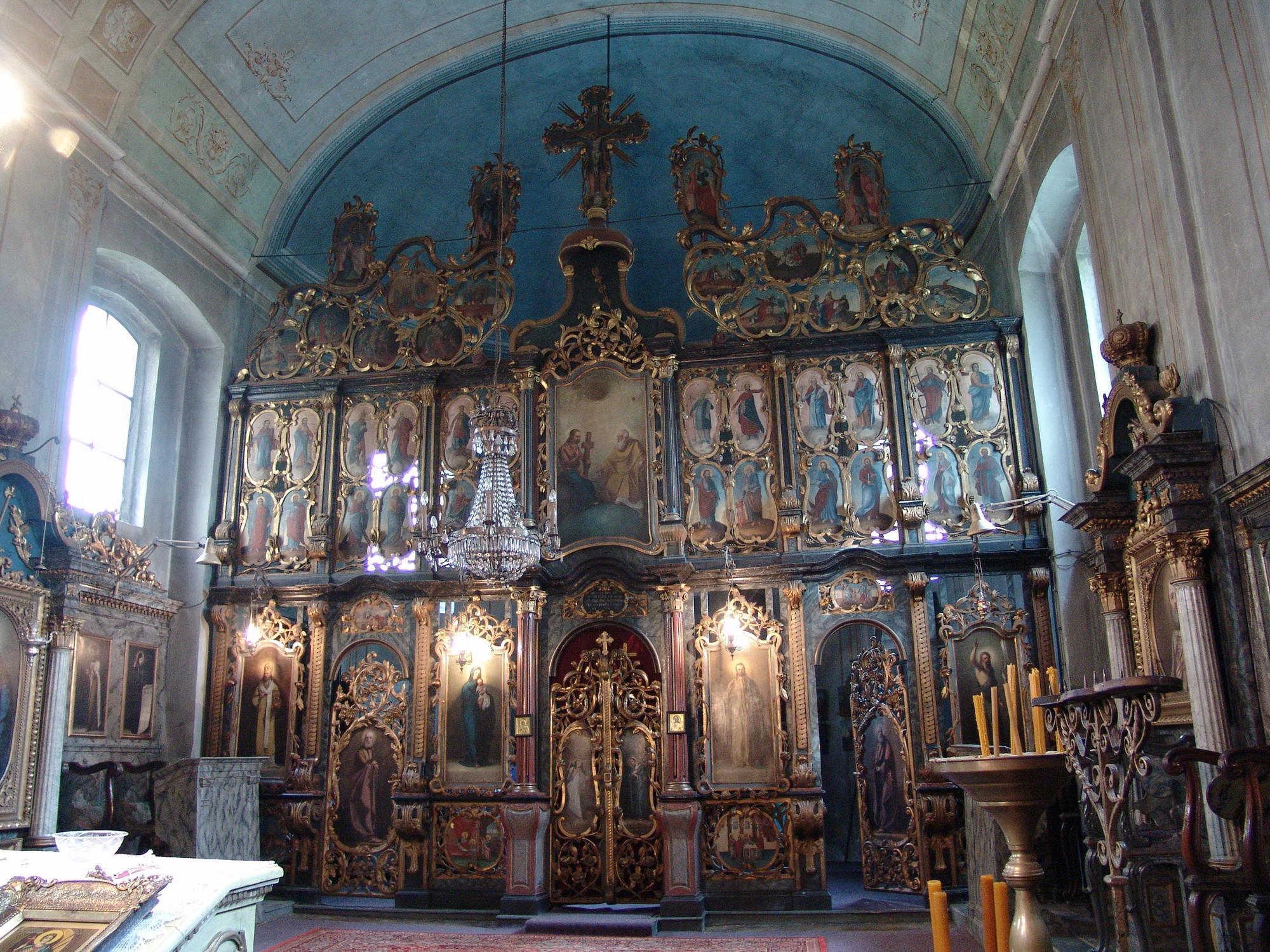
Die Ikonostase der Kirche
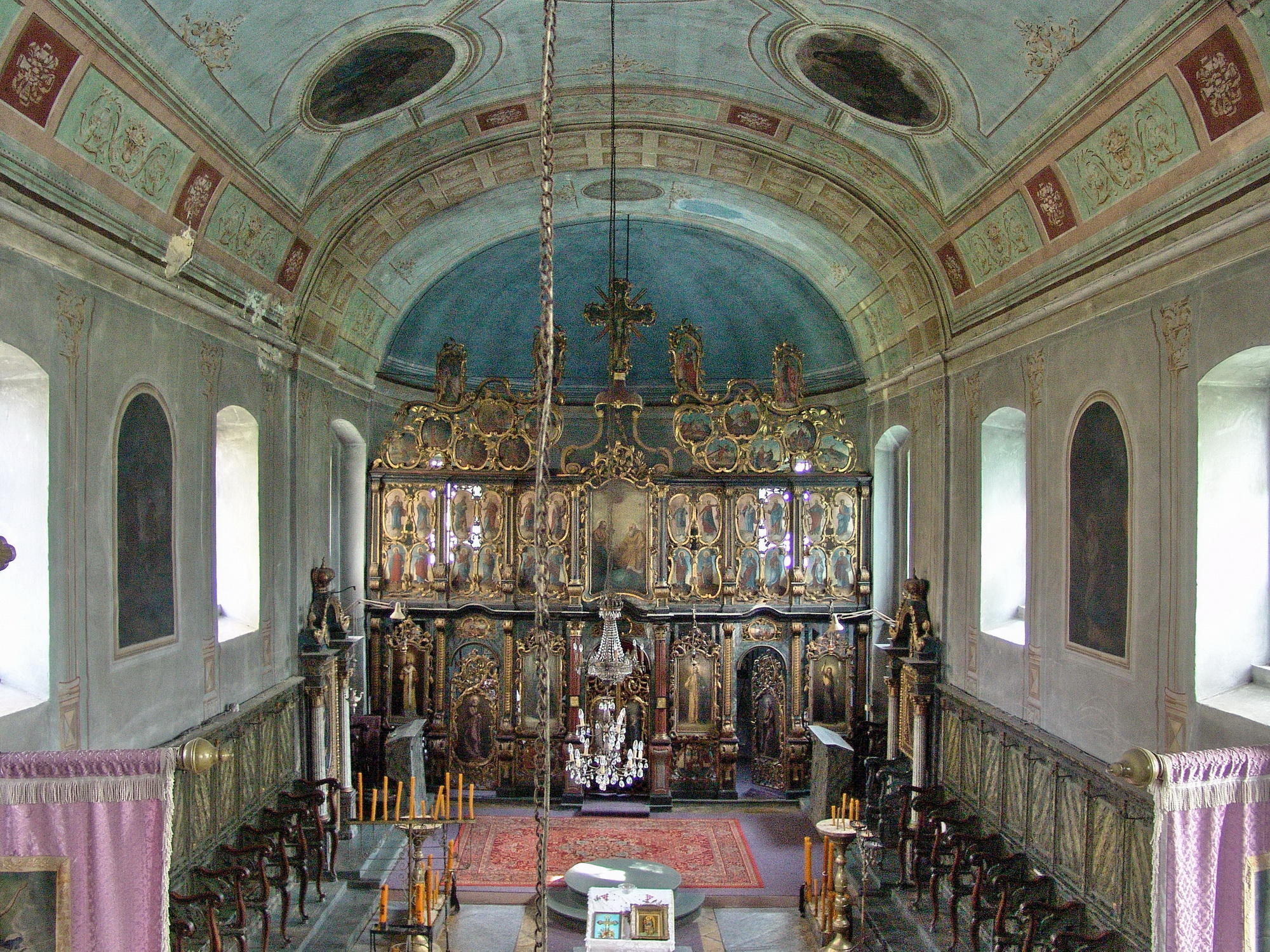
Der Kircheninnenraum
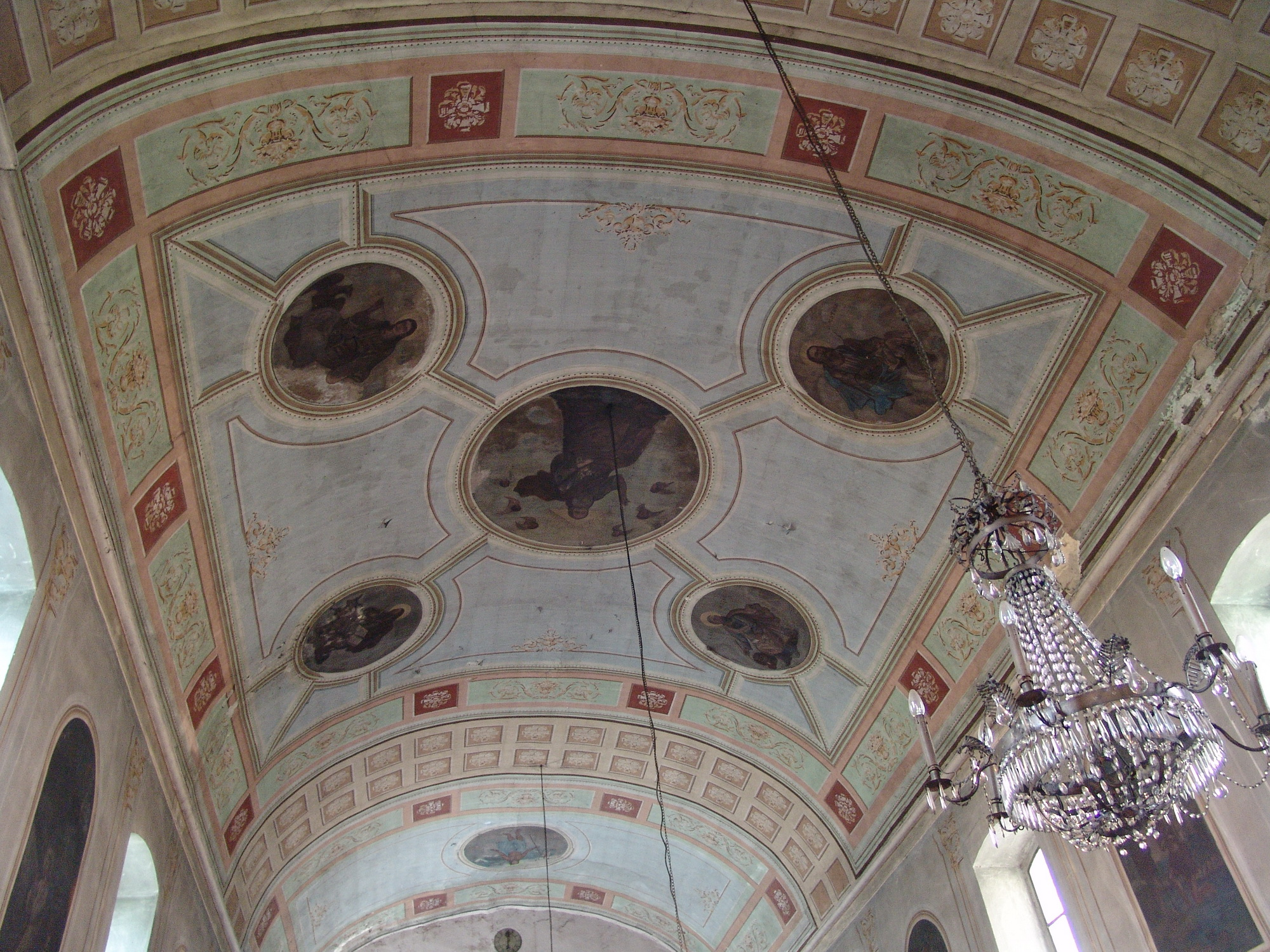
Gewölbe mit Wandmalereien
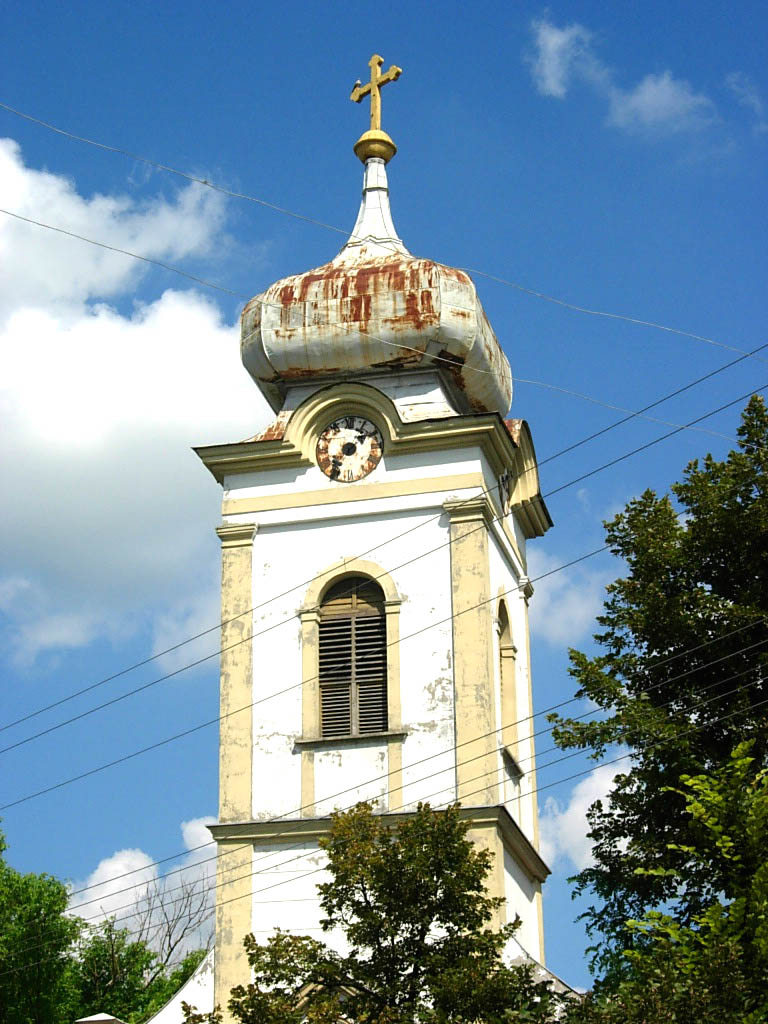
Die Kirchturmspitze vor der Renovierung (2006)